# Classe Pará (1908)
La Classe Pará était une classe de dix destroyers construits pour la marine brésilienne entre 1908 et 1910 par Yarrow Shipbuilders dans le quartier de Scotstoun à Glasgow, en Écosse. Tous ont été nommés d’après des États du Brésil. La classe ressemblait beaucoup aux destroyers britanniques de la classe River. Les dix navires ont été commandés dans le cadre du programme naval de 1907, Lors de leurs essais en mer, ils ont dépassé la vitesse prévue à la conception, le meilleur étant le Parana. La classe s’est avérée très maniable avec un rayon de braquage de seulement 375 yards à pleine vitesse. La classe a servi à la fois pendant la Première et la Seconde Guerre mondiale.

## Conception
Les navires de classe Pará ont été conçus pour un équipage de 104 hommes. Ils étaient propulsés par des moteurs VTE à quatre cylindres à double arbre d'hélice, avec deux chaudières Yarrow alimentées au charbon qui produisaient 8000 chevaux (6000 kW). Avec une capacité de 140 tonnes de charbon, leur rayon d'action était de 3700 milles marins (6900 km) à 14 nœuds (26 km/h). Ils étaient armés de deux canons de 102 mm, de quatre canons de 3 livres et de deux tubes lance-torpilles de 457 mm.
Toutes les unités ont dépassé aux essais leur vitesse de référence de 27 nœuds (50 km/h) ; la meilleure étant le Parana, mesuré à une vitesse de 28,736 nœuds (53,219 km/h). Les navires étaient divisés en dix compartiments étanches par des cloisons allant du bordé inférieur extérieur au pont supérieur. La classe s’est avérée très maniable. Le diamètre du rayon de braquage était de 343 m à pleine vitesse et de 310 m aux deux tiers de la vitesse maximale.

## Navires
Dix navires ont été commandés dans le cadre du programme naval de 1907 destiné à moderniser la marine ; tous ont été construits par Yarrow.
- Pará : lancé le 14 juillet 1908, radié en 1933[1]
- Piauí : lancé le 7 décembre 1908, radié en 1944[1]
- Amazonas : lancé le 21 novembre 1908, radié en 1931[1]
- Mato Grosso : lancé le 23 janvier 1909, radié en 1946[1]
- Rio Grande do Norte : lancé en 1909, radié en 1944[1]
- Paraíba : lancé le 18 mai 1909, radié en 1944[1]
- Alagoas : lancé le 29 juillet 1909, radié en 1939[1]
- Santa Catarina : lancé le 26 octobre 1909, radié en 1944[1]
- Paraná : lancé le 27 mars 1910, radié en 1933[1]
- Sergipe : lancé le 25 mai 1910, radié en 1944[1]